# Balfour (geslacht)
Balfour (ook: Balfour van Burleigh) is een van oorsprong Schotse familie waarvan een lid in 1572 als militair naar de Nederlanden kwam en die voornamelijk militairen voortbracht.

## Geschiedenis
David Balfour, zoon van de Schotten James Balfour (uit de tak Balfour of Mountwhanum) en Margaret Balfour (uit de tak Balfour of Burleigh), kwam in 1572 als kolonel van een regiment Schotten naar Holland en werd later commandant van Bergen op Zoom. Na het uitsterven van de tak van Margaret Balfour van Burleigh neemt een nakomeling de naam Balfour van Burleigh aan.
De familie werd in 1920 opgenomen in het genealogische naslagwerk Nederland's Patriciaat.
Verschillende leden van de familie bezaten in Suriname slaven.

## Enkele telgen
David Balfour (†1638), kolonel van een regiment Schotten, kwam in 1572 naar Holland, commandant van Bergen op Zoom
- James Michaël Balfour (1611-1643), kapitein bij de infanterie, gesneuveld bij Luik
  - Patrick Balfour (1641-1690 of 1709), kolonel bij de infanterie, commandant van Bergen op Zoom
    - Johan Balfour (1681-1722), kolonel bij de infanterie, commandant van Sas van Gent
      - Patrick Balfour, heer van Wadimont (1714-1766), luitenant-kolonel bij de infanterie, baljuw van Zierikzee
        - Jan Adriaan Balfour (1753-1793), kapitein bij de infanterie, gesneuveld bij Lincelles
          - Patrick Balfour van Burleigh (1784-1848), kolonel bij de infanterie, neemt na het uitsterven van de tak van zijn voormoeder de naam Balfour van Burleigh aan
            - Christophe Guillaume Patrick Balfour van Burleigh (1812-?), kapitein bij de infanterie (jagers)
              - Henry Gustaaf Balfour van Burleigh (1841-1907), 1e luitenant bij de infanterie
              - Louis Henri Balfour van Burleigh (1847-1884), commies bij de posterijen
                - dr. Cecil Patrick George Carel Balfour van Burleigh (1883-1928), assistent Zoölogisch Laboratorium
                  - Mary Balfour van Burleigh, publiciste over hazewindhonden; trouwde met Cor van Andel, bewoners van een woonboot in het Valleikanaal in Amersfoort

Geslachten die opgenomen zijn in het sinds 1910 verschijnende genealogische naslagwerk Nederland's Patriciaat. Lijst volgens opgave van het CBG Centrum voor familiegeschiedenis.
A · B · C · D · E · F · G · H · I · J · K · L · M · N · O · P · Q · R · S · T · U · V · W · Y · Z